# Galeoides
Galeoides is een monotypisch geslacht van straalvinnige vissen uit de familie draadvinnigen (Polynemidae), in de orde baarsachtigen (Perciformes).

## Soorten
- Galeoides decadactylus Bloch, 1795